# الجميعي (لحشاشدة الشمالية)
الجميعي هو دُوَّار يقع بجماعة أولاد حسون، عمالة مراكش، جهة مراكش آسفي في المملكة المغربية. ينتمي الدوّار لمشيخة لحشاشدة الشمالية التي تضم 19 دوار. يقدر عدد سكانه بـ 719 نسمة حسب الإحصاء الرسمي للسكان والسكنى لسنة 2004.

## روابط خارجية
- البوابة الوطنية للجماعات الترابية
- المندوبية السامية للتخطيط